# Municipio de Taylor (Ohio)
El municipio de Taylor (en inglés: Taylor Township) es un municipio ubicado en el condado de Union en el estado estadounidense de Ohio. En el año 2010 tenía una población de 1560 habitantes y una densidad poblacional de 22,6 personas por km².

## Geografía
El municipio de Taylor se encuentra ubicado en las coordenadas 40°19′44″N 83°22′48″O / 40.32889, -83.38000. Según la Oficina del Censo de los Estados Unidos, el municipio tiene una superficie total de 69.04 km², de la cual 68,17 km² corresponden a tierra firme y (1,26 %) 0,87 km² es agua.

## Demografía
Según el censo de 2010, había 1560 personas residiendo en el municipio de Taylor. La densidad de población era de 22,6 hab./km². De los 1560 habitantes, el municipio de Taylor estaba compuesto por el 96,92 % blancos, el 0,77 % eran afroamericanos, el 0,19 % eran amerindios, el 0,71 % eran asiáticos, el 0,19 % eran de otras razas y el 1,22 % eran de una mezcla de razas. Del total de la población el 0,64 % eran hispanos o latinos de cualquier raza.